# Coenocalpe subrufata
Coenocalpe subrufata là một loài bướm đêm trong họ Geometridae.